# Пол Нокс
Пол Нокс (англ. Paul Knox, 23 листопада 1933, Торонто — 24 серпня 2022) — канадський хокеїст, що грав на позиції крайнього нападника. Грав за збірну команду Канади.

## Ігрова кар'єра
Професійну хокейну кар'єру розпочав 1954 року.
Усю професійну клубну ігрову кар'єру, що тривала 6 років, провів, захищаючи кольори команд ОХЛ та інших ліг, лише одного разу зіграв за клуб НХЛ «Торонто Мейпл-Ліфс».
Виступав за збірну Канади, зокрема на Зимових Олімпійських іграх 1956, де став бронзовим призером, а також найкращим бомбардиром разом з колегою по збірній Джеймсом Логаном.

## Статистика виступів за збірну
| Рік  | Команда | Турнір | Місце | І | Г | П | О  | ШХ |
| ---- | ------- | ------ | ----- | - | - | - | -- | -- |
| 1956 | Канада  | ЗОІ    | 3     | 8 | 7 | 7 | 14 | 2  |